# European Joint Conferences on Theory and Practice of Software
La conférence European Joint Conferences on Theory and Practice of Software  (abrégé en ETAPS) est un groupement de cinq  conférences scientifiques dans le domaine de l’informatique, accompagnées d’un ensemble d'une série de workshop. Les conférences ont lieu annuellement, ensemble et au même endroit, généralement fin mars ou en avril. Parmi ces conférences, trois sont classées dans les meilleurs conférences en génie logiciel en 2014 (FoSSaCS 32e, FASE 29e, TACAS 6e) et ESOP  (8e) est classée parmi les meilleures en langage de programmation.
ETAPS est l’évènement scientifique européen le plus visible concernant le génie logiciel. L’ensemble des conférences accueille chaque année plus de 500 participants. Les workshop sont autant de lieux de rencontre additionnels ; en 2018, ils sont au nombre de 15. Le congrès est soutenu par l’European Association for Programming Languages and Systems (EAPLS), l'European Association of Software Science and Technology (EASST) et l'European Association for Theoretical Computer Science (EATCS).

## Conférences composantes
ETAPS réunit les conférences suivantes :
- POST : Conference on Principles of Security and Trust, depuis 2012
- ESOP : European Symposium on Programming, depuis 1998
- FoSSaCS : Foundations of Software Science and Computation Structures, depuis 1998
- FASE : Fundamental Approaches to Software Engineering, depuis 1998
- CC : International Conference on Compiler Construction, depuis 1998, et jusqu’en 2015
- TACAS : Tools and Algorithms for the Construction and Analysis of Systems, depuis 1998

Jusqu’en 2015, la conférence CC (International Conference on Compiler Construction) faisait partie du groupement, la conférence POST (Conference on Principles of Security and Trust) a rejoint le groupement en 2012 ; ETAPS était donc composé de six conférences de 2012 à 2015 et de cinq en dehors de ces années.

## Thèmes
Les conférences couvrent divers aspects des systèmes logiciels, allant des fondements théoriques au développement de langages de programmation,  progrès en compilation, outils d'analyse, approches formels du génie logiciel, et la sécurité.

### POST
POST est consacrée à tous les aspects théoriques et fondamentaux de la sécurité et la confiance, notamment les fondements de la sécurité de l'information, de la confidentialité et de la confiance, pertinents pour l'informatique et les différentes domaines d'application, également des études de cas qui reflètent les points forts et les limites des fondations, des méthodes et des outils de soutien.
- Contrôle d'accès, responsabilité, anonymat
- Authentification, sécurité du Cloud
- Confidentialité, fondations cryptographiques
- Sécurité des systèmes physiques, des bases de données, des systèmes distribués
- Sécurité, confidentialité et intégrité
- Langages pour la sécurité
- Systèmes de confidentialité et de protection de la vie privée

### ESOP
ESOP est consacrée aux questions concernant la spécification, la conception, l'analyse et la mise en œuvre des langages et systèmes de programmation.
- Styles et paradigmes de programmation
- Méthodes et outils pour l'écriture et la spécification de programmes et de langages
- Méthodes et outils pour le raisonnement sur les programmes
- Concurrence et distribution

### FoSSaCS
FoSSaCS concerne la recherche sur les fondements théoriques, avec une signification claire à la science des logiciels, notamment des théories et des méthodes pour soutenir l'analyse, l'intégration, la synthèse, la transformation et la vérification des programmes et systèmes logiciels.
- Modèles ‹et logiques catégoriques
- Théorie des langages et automates et jeux
- Logiques temporelle, modale, spatiale
- Théorie des types et théorie de la démonstration
- Théorie de la concurrence et calcul des processus
- Analyse des programmes, correction, transformation et vérification
- Modèles de systèmes concurrents, réactifs, stochastiques, distribués, hybrides et mobiles

### FASE
FASE est concernée par les fondations sur lesquelles l'ingénierie logicielle est construite.
- Ingénierie logicielle en tant que discipline d'ingénierie, y compris son interaction et son impact sur la société et l'économie
- Exigences à l'ingénierie
- Architectures logicielles
- Spécification, conception et implémentation de classes particulières de systèmes
- Qualité du logiciel
- Développement dirigé par des modèles et transformation de modèles
- Évolution du logiciel

### TACAS
TACAS traite des outils rigoureux et des algorithmes pour la construction et l'analyse des systèmes, notamment des méthodes pour améliorer l'utilité, la fiabilité, la flexibilité et l'efficacité des outils et des algorithmes pour la construction des systèmes.
- Techniques de spécification et de vérification
- Vérification du logiciel et du matériel
- Techniques d'analyse pour les systèmes en temps réel, hybrides ou stochastiques
- Techniques d'analyse pour la sécurité, la sûreté ou la fiabilité
- Résolution de SAT et SMT
- Model-checking et preuve de théorèmes
- Analyse statique et dynamique de programmes
- Techniques d'abstraction pour modélisation et vérification
- Méthodologies de composition et de raffinement
- Techniques d'apprentissage automatique pour la synthèse et la vérification

TACAS accepte quatre types de constributions :
- Articles de recherche originaux
- Études de cas
- Articles de présentation d'outils nouveaux
- Articles sur l'emploi d'outils

Les auteurs des articles sur les outils acceptés sont invités à soumettre les documents appropriés concernant les artéfacts au comité d'évaluation des artefacts (AEC). Le comité'AEC  évalue l'artefact selon la cohérence et la réplicabilité  des résultats, leur complétude, documentation et facilité d'utilisation.
TACAS existe depuis 1995, fondée par Bernhard Steffen (de), Rance Cleaveland, Ed Brinksma et Kim Larsen. Les premiers TACAS ont eu lieu en 1995 à Aarhus, puis en 1996 à Passau eten 1997 à Enschede. TACAS est une des cinq conférences regroupées en ETAPS en 1998.

## Sélection et actes
Les articles sont sélectionnés par les pairs, et les présentations retenues sont publiées dans les actes. Chacune des conférences a son propre comité de programme, son propre steering committee, et sélectionne selon ses propres critères. Les actes sont publiées dans la série des Lecture Notes in Computer Science. Les actes sont groupées par colloque : six volumes (deux pour TACAS) dans les Lecture Notes, et pour les workshop (16 workshops en 2017) le plus souvent dans les  publications open access Electronic Proceedings in Theoretical Computer Science.
En 2017, ETAPS a reçu 531 soumission dont 159 ont été acceptées. TACAS à lui seul a accepté 48 articles, 4 articles de présentation de logiciels, et 12 articles de concours de logiciels sélectionnés parmi 181 propositions à TACAS et 32 soumissions pour le concours de logiciels ; ce taux d'acceptation de moins de 30% montre le haut niveaux de la conférence.
Comme d'usage, des conférenciers invités délivrent des conférences dans chaque ou dans certains des composantes. Dans la mesure où plusieurs conférences ont lieu en même temps, un ou plusieurs conférenciers invités sont communs aux composantes du colloque ; ce sont les Unifying speaker. De plus, il peut y avoir une Unifying Public Lecture et des Invited Tutorials.
Divers prix et récompenses sont attribués, soit pour l’évènement global, soit dans les colloques composants :
- Le Test of Time Award récompense un article paru dans une des conférences et qui a eu un impact sur plus de dix ans.
- Les Best Paper Awards récompensent les meilleures communications, selon les conférences composantes.

## Colloques précédents
Voici la liste des conférences depuis 1998 :
- 2021, 27 mars - 1er avril, Luxembourg, Luxembourg : en ligne
- 2020, 25 avril - 30 mai, Dublin, Ireland : annulée, et remplacée par des évènements virtuels
- 2019, 6-11 avril, Prague, Tchéquie
- 2018, 14-21 avril, Thessalonique, Grèce
- 2017, 22-29 avril, Uppsala, Suède
- 2016, 2-8 avril, Eindhoven, Pays-Bas
- 2015, 11-18 avril, Londres, UK
- 2014, 5-13 avril, Grenoble, France
- 2013, 16-24 mars, Rome, Italie
- 2012, 24 mars - 1er avril, Tallinn, Estonie
- 2011, 26 mars - 3 avril, Sarrebruck, Allemagne
- 2010, 20-28 mars, Paphos, Chypre
- 2009, 22-29 mars, York, UK
- 2008, 29 mars - 6 avril, Budapest, Hongrie
- 2007, 24 mars - 1er avril, Braga, Portugal
- 2006, 25 mars - 2 avril, Vienne, Autriche
- 2005, 2-10 avril, Edimbourg, UK
- 2004, 27 mars - 4 avril, Barcelone, Espagne
- 2003, 5-13 avril, Varsovie, Pologne
- 2002, 6-14 avril, Grenoble, France
- 2001, 31 mars - 8 avril, Gènes, Italie
- 2000, 25 mars - 2 avril, Berlin, Allemagne
- 1999, 20-28 mars, Amsterdam, Pays-Bas
- 1998, 28 mars - 4  avril, Lisbonne, Portugal